# Gustav Aeckerlein
Carl Friedrich Gustav Aeckerlein (* 18. März 1878 in Leipzig; † 27. Januar 1965 in Freiberg) war ein deutscher Physiker und Hochschullehrer an der Bergakademie Freiberg.

## Leben
Aeckerlein studierte in Leipzig, Straßburg und Würzburg und wurde Assistent beim Nobelpreisträger Ferdinand Braun an der Universität Straßburg. Von 1928 bis 1930 lehrte er als ao. Professor Radiumkunde und 1930 bis 1942 als ordentlicher Professor Physik und Radiumkunde und als Leiter des Radium-Institutes der Bergakademie Freiberg; er entwickelte radioaktive Messmethoden zur Auffindung von Wasser, Erz und Mineralien im Boden. In diesem Zusammenhang stand er in Nähe zu den deutschen Bemühungen um eine Kernwaffe, lieferte aber keine Beiträge zum sog. Uranprojekt. Bis 1949 lehrte er als Emeritus weiter. Die Freiberger Friedrich Schumacher und Aeckerlein fertigten noch 1945 für die sowjetischen Besatzer eine Studie mit einer Prognose von 90 t Uran für Johanngeorgenstadt und etwa 20 t für Schneeberg als Regionen mit den relativ besten Aussichten für den Uranbergbau zum Bau der sowjetischen Atombombe. 1948 schlossen die Sowjets das Radium-Institut.
Im November 1933 unterzeichnete Aeckerlein das Bekenntnis der deutschen Professoren zu Adolf Hitler. 1958 wurde er Ehrensenator der Bergakademie.

## Schriften
- Über die Zerstäubung galvanisch glühender Metalle, Straßburg 1902 (= Dissertation)